# Athletic Club 2000-2001
La pagina racchiude la rosa dell'Athletic Club nella stagione 2000-01

## Stagione
- Primera División: 12°
- Copa del Rey: Dopo aver eliminato al primo turno l'Aurrerá Vitoria (0-2 il risultato), nei sedicesimi di finale il San Sebastián Reyes (1-2), l'Athletic negli ottavi viene estromesso dal Racing Santander (2-0 e 0-0 il doppio risultato).

## Rosa
| N. |                   | Ruolo | Calciatore         |
| -- | ----------------- | ----- | ------------------ |
| 1  | Spagna (bandiera) | P     | Iñaki Lafuente     |
| 3  | Spagna (bandiera) | D     | Óscar Vales        |
| 4  | Spagna (bandiera) | D     | Rafael Alkorta     |
| 5  | Spagna (bandiera) | D     | Felipe Guréndez    |
| 6  | Spagna (bandiera) | C     | Josu Urrutia       |
| 7  | Spagna (bandiera) | C     | Andoni Imaz        |
| 8  | Spagna (bandiera) | C     | Julen Guerrero     |
| 9  | Spagna (bandiera) | A     | Santiago Ezquerro  |
| 10 | Spagna (bandiera) | D     | Aitor Larrazabal   |
| 11 | Spagna (bandiera) | C     | Jesús María Lacruz |
| 12 | Spagna (bandiera) | D     | Carlos García      |
| 13 | Spagna (bandiera) | P     | Imanol Etxeberria  |
| 14 | Spagna (bandiera) | D     | Roberto Ríos Patus |
| 15 | Spagna (bandiera) | C     | Carlos Merino      |

| N. |                   | Ruolo | Calciatore        |
| -- | ----------------- | ----- | ----------------- |
| 16 | Spagna (bandiera) | C     | Francisco Yeste   |
| 17 | Spagna (bandiera) | A     | Joseba Etxeberria |
| 18 | Spagna (bandiera) | D     | Bittor Alkiza     |
| 19 | Spagna (bandiera) | D     | Mikel Lasa        |
| 20 | Spagna (bandiera) | A     | Ismael Urzaiz     |
| 21 | Spagna (bandiera) | D     | Iñigo Larrainzar  |
| 22 | Spagna (bandiera) | C     | Javi González     |
| 23 | Spagna (bandiera) | A     | Tiko              |
| 24 | Spagna (bandiera) | C     | Pablo Orbaiz      |
| 25 | Spagna (bandiera) | P     | Daniel Aranzubía  |
| 27 | Spagna (bandiera) | C     | Asier del Horno   |
| 30 | Spagna (bandiera) | A     | David Asensio     |
| 37 | Spagna (bandiera) | C     | David Cuéllar     |

### Staff tecnico
- Allenatore:  Txetxu Rojo

Come da politica societaria la squadra è composta interamente da giocatori nati in una delle sette province di Euskal Herria o cresciuti calcisticamente nel vivaio di società basche.

## Statistiche

### Statistiche dei giocatori
| Presenze - 36: Lafuente - 34: Yeste, Urzaiz - 31: Óscar Vales, Felipe, Lacruz - 28: J.Etxeberria - 27: Guerrero, Orbaiz - 26: Javi González - 25: Larrazabal, Larrainzar - 23: Tiko - 22: Alkiza - 21: Urrutia - 19: Ezquerro - 17: Alkorta, Ríos - 14: Del Horno - 8: Cuéllar - 7: Carlos García, Merino - 5: Lasa - 2: Imaz, Aranzubia, Asensio - 0: Im.Etxeberria | Marcatori - 10: Urzaiz - 6: Yeste - 5: J.Etxeberria - 4: Guerrero, Larrazabal - 3: Ezquerro, Javi González - 2: Tiko - 1: Felipe, Urrutia, Lacruz, Ríos, Alkiza, Larrainzar |